# 피아트 L6/40
피아트 L6/40은 1939년부터 제2차 세계 대전 전 기간 동안 이탈리아 육군이 사용했던 경전차였다. 공식적인 이탈리아군의 제식 명칭은 카로 아르마토 L6/40(이탈리아어: Carro Armato L 6/40)였다.

## 상세
L6/40은 카덴-로이드의 차체를 기본으로 하여 리벳 접합 방식으로 설계된 경전차였다. 중앙에 1인승 포탑에는 브레다 M35 20mm 기관포 1문과 8mm 브레다 M38 동축 기관총을 장착했다. 조종수는 차체 전면 우측에 앉았다. 장갑은 6mm에서 30mm로 얇았다.
L6/40은 동부 전선에서 싸우던 이탈리아군이 L6/40에 기초한 세모벤테 47/32와 함께 주력으로 사용했으며, 북아프리카 전역에서도 사용되었다.

## 개발
L6/40은 1930년대 후반에 시험 개발품이 만들어졌다. 처음 등장한 차량은 포탑측면에 37mm 포와 포탑에 기관총을 무장했다(M11/39가 이랬다). 후기형은 포탑에 37mm 포를 장착한 포탑도 개발되었으나, 여전히 8mm 기관총 2정만으로 무장한 차량도 있었다. 카르 아르마토 L6/40으로 명명된 최종형은 1939년에 생산에 들어가 283대를 생산했다.
화염방사형 개량형은 주포가 있던 자리에 화염방사기를 설치하고, 200리터 연료를 채운 것이다. 지휘용 차량은 충가 통신기기를 장비하고 포탑을 오픈탑 형식으로 개조했다. 가장 성공적인 파생형은 세모벤테 47/32로서, 이 차량은 포탑을 제거하고, 47mm 대전차포를 장착한 것이다. 당시 나치 독일이 1호 전차를 개조하여 만든 1호 대전차자주포(Panzerjaeger I)과 같은 개념으로 만들어진 것이다. 마지막 개량형은 주포 없이 8mm 기관총 1정만 장착한 것으로, 세모벤테 90/53 자주포가 겨우 6발만 휴대했던 관계로, 탄약 수송을 위해 같이 사용된 탄약수송차량이 있다.

## 같이 보기
- 7TP